# メルヒェン (短編小説集)
『メルヒェン』（原題：Märchen）は、ロマン派の流れをくむ、ドイツのノーベル文学賞受賞者ヘルマン・ヘッセの短編小説集。
トルストイの『人はなんで生きるか』のように古くから伝わる民話を煮詰めたものではなく、全てヘッセの創作童話である。この作品群の半分は第一次世界大戦（1914年）以前に書かれたものである。戦争中、ヘッセは平和主義を唱えたために当時軍国だったドイツから排撃され、当時のドイツの人々から白い目で見られていた。ヘッセは戦争に反対し、戦争のために拘留されたドイツ人や捕虜のため、慰問文庫の出版に精を出した結果、疲労が重なった。以下の作品（「アウグスツス」など）も慰問文庫として、拘留されたドイツ人や捕虜のために出版された。

## 日本語訳
- メルヒェン（高橋健二訳） 人文書院、1952　のち「全集」新潮社と新潮文庫
- メールヘン (尾崎喜八訳) ヘルマン・ヘッセ全集　三笠書房、1957
- メールヒェン　ヘルマン・ヘッセ友の会・研究会 編訳。「全集」 臨川書店、2005

## 収録作品
- アウグスツス（Augustus, 1913年）
- 詩人（Der Dichter, 1913年）
- 笛の夢（Flötentraum, 1912年）
- 別な星の奇妙なたより（Merkwürdige Nachricht von einem andern Stern, 1915年）
- 苦しい道（Der schwere Weg, 1917年）
- 夢から夢へ（Eine Traumfolge, 1918年）
- ファルドゥム（Faldum）
- アヤメ（Iris, 1918年）
- ピクトルの変身（Piktors Verwandlungen, 1922年）